# يرؤون
يِرؤون أو يِرْأُون (بالعبرية: יִרְאוֹן) هي مستوطنة تقع في إصبع الجليل في شمال إسرائيل، تقع بالقرب من الحدود اللبنانية، وتقع تحت إدارة مجلس الجليل الأعلى الإقليمي. في 2019 بلغ عدد سكانها 404 نسمة.

## التسمية
سميت المستوطنة على اسم يِرْأُون، وهي قرية توراتية لسبط نفتالي (يوشع 19:38)، والتي يشار إليها عادة مع يارون ، وهي قرية لبنانية تقع على بعد 3 كم غرباً.

## التاريخ

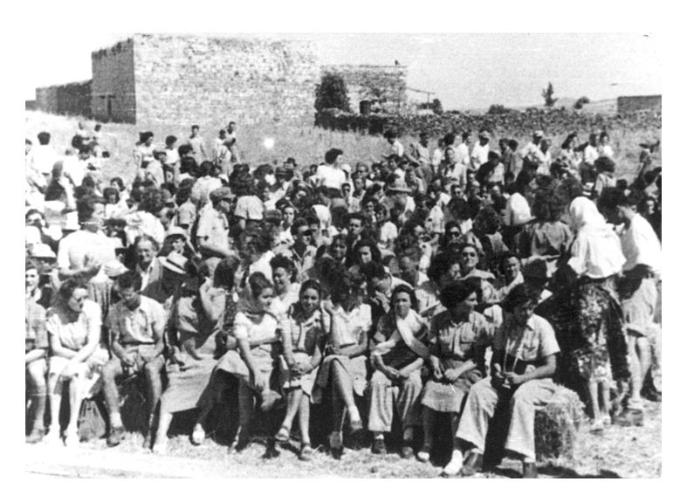
احتفال بمناسبة إنشاء مستوطنة يرؤون. صلحا 1949

تأسست المستوطنة في 20 مايو 1949 على يد أعضاء سابقين في لواء يفتاح التابع للبلماح وخريجي حركة الشباب درور - هاحالوتس في موقع قرية صلحا الفلسطينية المهجرة.
كانت المستوطنة واحدة من سلسلة مستوطنات أنشئت على طول الحدود اللبنانية، بهدف تعزيز حدود إسرائيل.
خلال الحرب الفلسطينية الإسرائيلية (2023)، واجهت مستوطنات الحدود الشمالية الإسرائيلية، بما في ذلك يرؤون، هجمات من قبل حزب الله والفصائل الفلسطينية المتمركزة في لبنان، وتم إخلاؤها.

## الاقتصاد
المصدر الرئيسي للدخل هو شركة باسكال تكنولوجيز التي تقع في المنطقة الصناعية في معالوت ترشيحا. وتشمل مصادر الدخل الأخرى مصنع سحابات (باسكال للسحابات)، والمحاصيل الحقلية، والفواكه (التفاح والكمثرى والكرز والكيوي)، ومصنع أثاث. كما يوجد في المستوطنة حديقة حيوانات أليفة للأطفال.
في عام 2000 تم إنشاء مصنع هاري هجليل للنبيذ بالشراكة مع مصنع غولان هايتس للنبيذ. ويتم إنتاج النبيذ من مزارع الكروم المزروعة في جبال الجليل.
منذ سنوات عديدة، قامت المستوطنة بزراعة حديقة نباتية. يوجد في أراضي المستوطنة شجرة ميس جنوبي يبلغ عمرها 200 عام.